# Saison (télévision)
 (signalé en juillet 2025).
Si vous disposez d'ouvrages ou d'articles de référence ou si vous connaissez des sites web de qualité traitant du thème abordé ici, merci de compléter l'article en donnant les références utiles à sa vérifiabilité et en les liant à la section « Notes et références ».
- Archive Wikiwix
- Bing
- Cairn
- DuckDuckGo
- E. Universalis
- Gallica
- Google
- G. Books
- G. News
- G. Scholar
- Persée
- Qwant
- (zh) Baidu
- (ru) Yandex
- (wd) trouver des œuvres sur Wikidata

Pour les articles homonymes, voir Saison (homonymie).
Une saison est un ensemble d'épisodes d'une série télévisée ou, plus généralement, un ensemble de retransmissions d'une même émission de télévision, correspondant généralement à une année de diffusion. Par exemple, la première saison d'Urgences, série télévisée américaine créée en 1994, regroupe l'ensemble des épisodes diffusés pour la première fois sur les écrans américains lors de la période 1994-1995 ; la deuxième saison regroupe les épisodes de la période 1995-1996 ; la troisième saison regroupe les épisodes de la période 1996-1997, etc. 

## Périodes de diffusion
Dans le cas des séries télévisées diffusées aux États-Unis sur les réseaux hertziens (ABC, NBC, Fox, CBS, The CW), la période de diffusion classique court de septembre à mai, et compte en général entre 22 et 25 épisodes de 20 à 45 minutes (soit 30 minutes à une heure avec les publicités). Le nombre d'épisodes peut toutefois changer en cours de saison (en plus ou en moins), en fonction des difficultés scénaristiques ou des résultats d'audience ; par exemple, la cinquième saison d'Alias comporte 17 épisodes, et la deuxième saison de Grey's Anatomy en compte 27. En général, les épisodes d'une série sont diffusées toutes les semaines à la même heure, avec une ou deux pauses de plusieurs semaines au cours de l'année (généralement consacrées aux rediffusions).
Pour certaines séries, notamment dans leur première saison, la période de diffusion court de juin à août. Cela peut permettre aux producteurs et aux diffuseurs d'apprécier la réaction du public sans prendre trop de risques financiers (car les revenus publicitaires sont moindres dans cette période). En général une telle saison compte 13 épisodes. Une série dont les épisodes sont diffusés pendant cette période chaque saison est appelée une série d'été.
Sur les réseaux câblés (Showtime, FX, HBO), les saisons sont le plus souvent limitées à 12 ou 13 épisodes (comme Six Feet Under ou Les Soprano). En contrepartie pour le téléspectateur, la durée d'un épisode peut atteindre une heure (sans publicité), et l'absence de censure sur ces réseaux rend les séries plus réalistes.     
En outre, dans certaines séries, une saison peut ne pas correspondre à une année de diffusion. Par exemple, la cinquième saison de Nip/Tuck, plus longue que les autres, a été diffusée en deux ans. 
Dans le monde francophone européen, la répartition des épisodes en saisons n'est pas traditionnelle, les séries étant souvent tournées et diffusées par épisodes d'environ 90 minutes (sans la publicité), sur un rythme de première diffusion beaucoup moins soutenu qu'aux États-Unis. Le concept de saison commence toutefois à s'imposer progressivement, sans qu'une saison ne corresponde nécessairement à une année de diffusion : ainsi, une série française comme Les Mystères de l'amour, diffusée depuis 2011, en est déjà officiellement à sa trentième saison en 2023. Ici, le terme « saison » désigne un ensemble d'épisodes construits autour d'un même fil conducteur et conçus pour être diffusés à la suite les uns des autres lors d'une période déterminée (voir « La saison comme unité d'action »).

## La saison comme unité d'action
Beaucoup de séries adoptent le principe consistant à développer une intrigue globale spécifique à chacune des saisons. Par exemple, dans Buffy contre les vampires, une saison introduit un nouveau plan apocalyptique mené par un nouveau groupe de « vilains » contre lesquels devra lutter l'héroïne, ce qui constitue la trame de la saison.
24 Heures chrono adopte également ce principe d'unité d'action. Le personnage principal, Jack Bauer, est un agent de la cellule anti-terroriste de Los Angeles ; chaque saison a pour trame une nouvelle affaire qu'il doit résoudre, en temps limité. Il y a aussi unité de temps : chaque saison comporte 24 épisodes et est censée correspondre à 24 heures dans la vie de Bauer (chaque épisode correspondant théoriquement à une heure en temps réel).
Dans les séries comportant une intrigue qui se déroule sur plusieurs épisodes (par exemple, les feuilletons), le dernier épisode d'une saison (Season Finale en anglais) peut comprendre dans ses dernières minutes (voire secondes) une révélation ou un choc inattendu, qui sera le sujet principal de la saison suivante. Ce type de fin ouverte, appelé cliffhanger, vise à fidéliser le téléspectateur, à l'inciter à regarder la saison suivante. Par exemple, à la fin du dernier épisode de la septième saison de Friends, il s'avère que l'une des héroïnes de la série est enceinte ; sa grossesse constituera le fil rouge de la huitième saison.

## La saison comme unité de temps
Cette division en saisons suivant généralement le rythme des années, il est courant que les épisodes d'une même saison d'une série télévisée soient censés se dérouler sur un an dans l'univers fictif de la série. Par exemple, les séries dont les personnages principaux sont étudiants font naturellement coïncider une saison avec une année scolaire. Cependant, toutes les séries ne suivent pas ce schéma.
En outre, il peut se passer beaucoup de temps, dans l'univers fictif de la série, entre la fin d'une saison et le début de la saison suivante. Ainsi, dans Alias, il est expliqué qu'entre le dernier épisode de la deuxième saison et le premier épisode de la troisième saison, deux ans se sont écoulés dans la vie des personnages (alors que dans la réalité, les téléspectateurs de la deuxième saison n'ont dû attendre que quelques mois pour voir la troisième). Il peut aussi se passer un certain temps entre deux épisodes d'une même saison ; par exemple, dans la dernière saison de Nip/Tuck, environ un an s'écoule entre le dixième épisode et le onzième.

## Numérotation des épisodes
La diffusion d'une série télévisée en saisons amène naturellement une numérotation des épisodes par saison. Les fans d'une série télévisée, à la mention du numéro de la saison d'un épisode, peuvent le plus souvent dire à quelle période de l'intrigue ou de l'histoire cet épisode fait partie.
Par exemple, le cinquième épisode de la septième saison des Simpson, Lisa la végétarienne, sera le plus souvent noté 7x05 ou bien s07e05

## Note sur la terminologie
Les chaînes du Royaume-Uni utilisent le terme series 1 au lieu de saison 1, mais le principe est le même.

## La saison de téléréalité
La saison de téléréalité de type concours telle que Survivor ou American Idol débute habituellement soit avec les auditions, le processus de sélection, ou la présentation de tous les participants sélectionnés, ainsi que l'élimination de participants au cours des semaines, afin de diffuser le dernier épisode avec le grand gagnant. Tout dépend de la nature du concours et de son mode de diffusion (en direct ou pré-enregistré), la saison peut se dérouler en automne, en hiver, ou de septembre à mai, ou en été. L'ordre de diffusion est important.
La téléréalité qui suit le quotidien d'une célébrité peut contenir des références à des évènements survenus durant les épisodes précédents, mais se limite habituellement à 13 épisodes tenant compte de la nature envahissante de l'équipe de production sur leur quotidien.
La téléréalité de type speed dating quant à elle ne suit pas d'ordre spécifique, mais des changements mineurs à la présentation ou au montage peuvent être apportées entre les saisons. Elle est normalement diffusée selon une méthode syndiquée par des chaînes locales qui en ont obtenu les droits.